# Petrovac (otok)
Koordinati:   42°45′39″N, 16°58′09″E
Petrovac je majhen nenaseljen otoček v Jadranskem morju, ki pripada Hrvaški.
Otoček leži okoli 2 km zahodno od otoka Lastovo. Njegova površina meri 0,090 km². Dolžina obalnega pasu je 1,62 km. Najvišji vrh je visok
48 mnm.